# WCW vs. The World
WCW vs. The World (connu au Japon sous le titre Virtual Pro-Wrestling) est un jeu vidéo de catch professionnel commercialisé en 1997 sur console PlayStation. Il s'agit du premier jeu développé par The Man Breeze (devenu par la suite AKI Corporation) à être commercialisé hors des frontières japonaises  et le deuxième du genre commercialisé sur PlayStation, suivi de Power Move Pro Wrestling. WCW vs. the World marque le premier titre de la série japonaise des Virtual Pro Wrestling.

## Système de jeu
WCW vs. The World met en avant de nombreux modes incluant League Challenge, Best of Seven, Exhibition, Elimination, Tournament, League, et Double Title. Ces modes sont caractéristiques au catch japonais. Le jeu inclut également d'autres fonctionnalités propres à la série des jeux vidéo AKI. Une barre « spirit » remplace la traditionnelle barre de vie dans les matchs de catch.

## Personnages
Le jeu met en scène 51 catcheurs. En plus de son roster orienté WCW/nWo, WCW vs. the World met également en scène des personnages « fictifs » inconnus. Ces catcheurs fictifs représentent en réalité de vrais catcheurs japonais dont l'identité a été censurée dans la version américaine à la suite de problèmes de droits d'auteur. Cette censure s'est par la suite pratiquée dans deux autres jeux vidéo édités par AKI sur console Nintendo 64. Le roster inclut notamment Ric Flair, Eddie Guerrero, Hulk Hogan, Lex Luger et « Lord » Steven Regal.

## Accueil
Le jeu est majoritairement positivement accueilli par l'ensemble des critiques et rédactions. Jeff Gerstmann du site GameSpot note « Il y a quelques problèmes avec le jeu, et le son est un peu terne, mais le grand nombre de personnages et d'options rattrapent ces lacunes. » mark Kanarick du site AllGame attribue quatre étoiles sur cinq au jeu. Une note « passable » de 6 sur 10 est attribuée par la rédaction du site IGN expliquant que « la prise en main est un peu difficile [...] mais tous les options du jeu devraient ravir les fans. »